# Pourtalosmilia anthophyllites
Espèce
Statut CITES
Pourtalosmilia anthophyllites est une espèce de coraux appartenant à la famille des Caryophylliidae.